# Jagiellonia Białystok w sezonie 1947

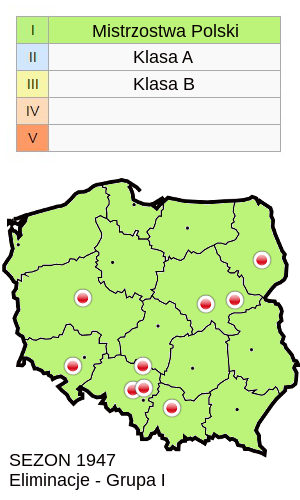
Rozgrywki o Mistrzostwo Polski 1947- zespoły grające w grupie I

PKS Motor Białystok przystąpił do rozgrywek o Mistrzostwo Polski oraz eliminacji do I ligi. Drużyna składająca się głównie z piłkarzy Jagiellonii, której odmówiono występów pod szyldem "J"-tki, po bezapelacyjnym zwycięstwie w okręgu stanęła przed szansą historycznego awansu. 

## I poziom rozgrywkowy
W Mistrzostwach brali udział mistrzowie okręgów oraz najlepsze drużyny z silniejszych okręgów piłkarskich, czyli razem 28 drużyn. Kluby w pierwszej fazie rozgrywek zostały podzielone na 3 grupy. Zwycięzcy mieli rozegrać walkę o Mistrzostwo Polski w sezonie 1947, natomiast 3-4 pierwsze drużyny z każdej grup miały zagrać w nowej 1 lidze w 1948 roku.
Motor zagrał w pierwszej grupie rozgrywkowej, niestety był to bardzo słaby występ. Białostoccy piłkarze nie zdołali zdobyć żadnego punktu. Być może właśnie taka postawa przyczyniła się do rozwiązania klubu zaraz po rozgrywkach.
Po sezonie Motor powinien zagrać w białostockiej klasie A, jednak z przyczyn nieznanych został rozwiązany. Znowu piłkarze Jagiellonii zostali zmuszeni do zmiany szyldu. Większość drużyny zasiliła A klasowy KS Wici.

## Końcowa tabela grupy I Mistrzostw Polski
| Lp. | Drużyna          | M  | Z  | R | P  | Bramki | Bramki | Różn. | Pkt. | Uwagi                   |
| --- | ---------------- | -- | -- | - | -- | ------ | ------ | ----- | ---- | ----------------------- |
| 1   | Wisła Kraków     | 16 | 14 | 1 | 1  | 101    | 9      | +92   | 29   | awans do Ligi i MP 1947 |
| 2   | Polonia Warszawa | 16 | 10 | 4 | 2  | 70     | 26     | +44   | 24   | awans do Ligi           |
| 3   | Polonia Bytom    | 16 | 10 | 2 | 4  | 57     | 35     | +22   | 22   | awans do Ligi           |
| 4   | KKS Poznań       | 16 | 10 | 1 | 5  | 91     | 28     | +63   | 21   | awans do Ligi           |
| 5   | Polonia Świdnica | 16 | 7  | 1 | 8  | 32     | 39     | -7    | 15   |                         |
| 6   | Szombierki Bytom | 16 | 7  | 1 | 8  | 31     | 46     | -15   | 15   |                         |
| 7   | Skra Częstochowa | 16 | 6  | 0 | 10 | 36     | 63     | -27   | 12   |                         |
| 8   | Ognisko Siedlce  | 16 | 3  | 0 | 13 | 30     | 107    | -77   | 6    |                         |
| 9   | Motor Białystok  | 16 | 0  | 0 | 16 | 14     | 109    | -95   | 0    |                         |

## Skład
Bramkarze: Kazimierz Dyga, Paweł Hryniewicki, Stanisław Klemensowicz, Karwowoski.

Obrońcy: Leon Łupaczyk, Stanisław Kudaszewicz, Szot, Robert Cylwik, Woronowicz, Cesak.

Pomocnicy: Tomasz Olejniczak, Rak, Eugeniusz Burzyński, Sikorski, Kazimierz Kowalczyński, Zdzisław Kucharzewski.

Napastnicy: Józef Choroszucha, Edward Wiśniewski, Ryszard Lachowski, Leon Wołoncewicz, Ulicki, Władysław Gałasiński, Tadeusz Mrowiec, Józef Krywko.
Skład z 1 kolejki, 13.4.1947

Karwowski (Dyga), Kudaszewicz, Szot, Kowalczyński, Olejniczak, Rak, Ulicki, Choroszucha, Wiśniewski, Wołoncewicz, Lachowski.

Skład z 2 kolejki, 20.4.1947

Hryniewiecki, Cesak, Łupaczyk, Szot, Olejniczak, Kudaszewicz, Rak, Wiśniewski, Ulicki, Choroszucha, Mrowiec

Skład z 3 kolejki, 27.4.1947

Hryniewicki, Łupaczyk, Cylwik, Szot, Olejniczak, Wołoncewicz, Rak, Gałasiński, Ulicki, Choroszucha, Lachowski
Skład z 10 kolejki, 13.07.1947

Tarnowski, Kudaszewicz, Sikorski, Burzyński, Ulicki, Kowalczyński, Lachowski, Rak, Wiśniewski, Choroszucha, Mrowiec
W meczu z Polonią Warszawa drużyna Motoru wystąpiła w kremowych koszulkach i zielonych spodenkach.

## Mecze
| Mecze i wyniki | Mecze i wyniki         | Mecze i wyniki          | Mecze i wyniki | Mecze i wyniki | Mecze i wyniki   | Mecze i wyniki | Mecze i wyniki                    | Poz w lidze. | Poz w lidze. | Poz w lidze. |
| Lp. | Data                   | Rozgrywki               | F.             | D/W            | Przeciwnik       | Wynik          | Strzelcy bramek                   | M.           | P.           | Br.          |
| --- | ---------------------- | ----------------------- | -------------- | -------------- | ---------------- | -------------- | --------------------------------- | ------------ | ------------ | ------------ |
| 1 139 | 13.04.1947 Białystok   | Mistrz.Polski - 1 kol.  | -              | D              | Ognisko Siedlce  | 3:7            | Wiśniewski(k), b.d(k), Wiśniewski | 7            | 0            | 3:7          |
| 2 140 | 20.04.1947 Poznań      | Mistrz.Polski - 2 kol.  | 5000           | W              | KKS Poznań       | 14:2           | Ulicki, Choroszucha               | 8            | 0            | 5:21         |
| 3 141 | 27.04.1947 Warszawa    | Mistrz.Polski - 3 kol.  | 6000           | W              | Polonia Warszawa | 7:2            | Lachowski 20', b.d. 42'           | 8            | 0            | 7:28         |
| 4 142 | 11.05.1947 Białystok   | Mistrz.Polski - 4 kol.  | -              | D              | Skra Częstochowa | 1:5            | b.d.                              | 9            | 0            | 8:33         |
| 5 143 | 18.05.1947 Kraków      | Mistrz.Polski - 5 kol.  |                | W              | Wisła Kraków     | 16:0           | -                                 | 9            | 0            | 8:49         |
| 6 144 | 1.06.1947 Białystok    | Mistrz.Polski - 6 kol.  | -              | D              | Szombierki Bytom | 0:3(vo)        |                                   | 9            | 0            | 8:52         |
| 7 145 | 15.06.1947 Białystok   | Mistrz.Polski - 7 kol.  | -              | D              | Polonia Bytom    | 0:4            |                                   | 9            | 0            | 8:56         |
| 8 146 | 29.06.1947 Świdnica    | Mistrz.Polski - 8 kol.  | 2000           | W              | Polonia Świdnica | 2:0            |                                   | 9            | 0            | 8:58         |
| 9 147 | 6.07.1947 Białystok    | Mistrz.Polski - 9 kol.  | -              | D              | Wisła Kraków     | 0:9            |                                   | 9            | 0            | 8:67         |
| 10 148 | 13.07.1947 Bytom       | Mistrz.Polski - 10 kol. | 5000           | W              | Polonia Bytom    | 8:1            | Rak                               | 9            | 0            | 9:75         |
| 11 149 | 27.07.1947 Białystok   | Mistrz.Polski - 11 kol. | -              | D              | Polonia Świdnica | 2:6            | b.d.                              | 9            | 0            | 11:81        |
| 12 150 | 3.08.1947 Siedlce      | Mistrz.Polski - 12 kol. | -              | W              | Ognisko Siedlce  | 7:2            | Łupaczyk, Lachowski               | 9            | 0            | 13:88        |
| 13 151 | 10.08.1947 Białystok   | Mistrz.Polski - 13 kol. | -              | D              | KKS Poznań       | 0:9            |                                   | 9            | 0            | 13:97        |
| 14 152 | 24.08.1947 Białystok   | Mistrz.Polski - 14 kol. | -              | D              | Polonia Warszawa | 1:6            | b.d.                              | 9            | 0            | 14:103       |
| 15 153 | 7.09.1947 Bytom        | Mistrz.Polski - 15 kol. | -              | W              | Szombierki Bytom | 3:0(vo)        |                                   | 9            | 0            | 14:106       |
| 16 154 | 28.09.1947 Częstochowa | Mistrz.Polski - 16 kol. | -              | W              | Skra Częstochowa | 3:0(vo)        |                                   | 9            | 0            | 14:109       |
| - rozgrywki ligowe, - rozgrywki pucharu polski, - rozgrywki pucharu ligi, - rozgrywki ligi europejskiej, - mecze barażowe lub eliminacyjne, - inne. Liczba meczów w sezonie:1 2 (wszystkie mecze na najwyższym poziomie rozgrywkowym)3 (wszystkie mecze w rozgrywkach ligowych bez baraży) , Puchar Polski: 2 (mecze Pucharu Polski na szczeblu centralnym)3 (wszystkie mecze w Pucharze Polski) |                        |                         |                |                |                  |                |                                   |              |              |              |

| gospodarze/goście   | WIS | PWA | PBY | KKS  | PŚW | SZO  | SKR | OGN  | MOT  |
| Wisła Kraków        | xxx | 2-1 | 3-1 | 5-0  | 3-2 | 7-0  | 9-1 | 21-0 | 16-0 |
| Polonia Warszawa    | 2-2 | xxx | 2-2 | 3-1  | 3-0 | 5-3  | 6-1 | 13-1 | 7-2  |
| Polonia Bytom       | 1-7 | 1-4 | xxx | 2-2  | 4-1 | 4-3  | 3-2 | 9-1  | 8-1  |
| KKS Poznań          | 0-1 | 4-2 | 4-0 | xxx  | 2-4 | 13-0 | 7-1 | 14-0 | 14-2 |
| Polonia Świdnica    | 1-0 | 2-2 | 2-5 | 0-4  | xxx | 5-2  | 1-2 | 3-0  | 2-0  |
| Szombierki Bytom    | 0-4 | 2-2 | 0-1 | 4-2  | 1-0 | xxx  | 4-0 | 3-1  | 3-0  |
| Skra Częstochowa    | 0-5 | 1-5 | 1-4 | 2-11 | 7-0 | 2-1  | xxx | 6-2  | 3-0  |
| Ognisko Siedlce     | 0-7 | 1-7 | 2-8 | 2-4  | 2-3 | 0-2  | 4-2 | xxx  | 7-2  |
| PKS Motor Białystok | 0-9 | 1-6 | 0-4 | 0-9  | 2-6 | 0-3  | 1-5 | 3-7  | xxx  |